# Frank Kelly Freas

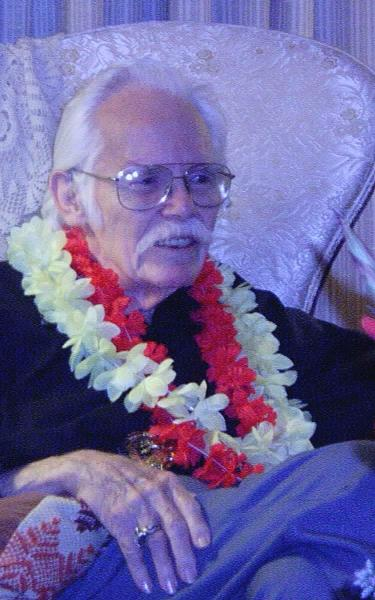
Frank Kelly Freas

Frank Kelly Freas, eigentlich Francis Sylvester Kelly (* 27. August 1922 in Hornell, New York; † 2. Januar 2005 in Los Angeles) war ein US-amerikanischer Maler und Illustrator. Er war einer der produktivsten und populärsten Science-Fiction- und Fantasykünstler.

## Biografie
Freas verbrachte seine Kindheit in Kanada und zog später mit der Familie nach Ohio, wo er den Familiennamen seines Stiefvaters annahm. Ein Ingenieurstudium brach er nach kurzer Zeit ab und widmete sich dem Malen und Zeichnen, zunächst als Artdirector einer Werbeagentur in Columbus. Während der Militärzeit im Zweiten Weltkrieg diente er bei der Luftaufklärung des United States Army Air Corps über dem Pazifik und verwendete sein Zeichentalent, um Pin-ups auf die Nasen von Bombenflugzeugen zu malen. Nach Kriegsende studierte er am Art Institute of Pittsburgh und machte sich mit einer eigenen Werbeagentur selbstständig. 1952 zog er nach New York und konzentrierte sich auf Illustrationen für Science-Fiction-Magazine.
Seine künstlerische Karriere dauerte mehr als fünfzig Jahre und begann mit der Illustration „The Piper“ als Cover für das Magazin Weird Tales. Seither hat er Hunderte von Büchern und Magazinen illustriert, darunter das Magazin Astounding von den 1950er bis zu den 1990er Jahren sowie alle Titelillustrationen für das MAD-Magazin von 1955 bis 1962. Er gestaltete die Buchumschläge für DAW, Ballantine, Avon, Laser und Ace. Freas war Herausgeber und Künstler der ersten zehn Ausgaben von Starblaze. Er hob sich von anderen Künstlern seines Genres ab, da er nicht wie diese die Airbrush-Technik verwendete, sondern mit dem Pinsel malte.
Die NASA beauftragte Freas mit dem Design des Skylab-Logos und von Postern, die für das Raumfahrtprogramm warben (diese sind heute in der Smithsonian Institution ausgestellt). Sein Werk umfasst auch Titelbilder von Comics sowie die Cover für die GURPS-Bücher Lensman und Planet Krishna. Seine Illustration eines traurigen Roboters für Tom Godwins The Gulf Between (1953) wurde 1977 als Vorbild für das Cover des Queen-Album News of the World verwendet. Für die Franziskaner malte er 500 Porträts von Heiligen, simultan zu den Porträts von Alfred E. Neumann für MAD. Bekannt sind auch seine Designs für Spiele sowie medizinische Illustrationen.
Freas veröffentlichte zahlreiche Sammelbände und ließ seine Werke oft ausstellen. Er war der Erste, der den Hugo Award elf Mal gewinnen konnte (insgesamt war er zwanzig Mal nominiert). Kein anderer Science-Fiction-Künstler war so erfolgreich wie er. Seine weichen und leuchtenden Bilder, die liebenswerten Aliens und erotischen Frauen sind Teil der modernen SciFi-Bildsprache geworden.

## Auszeichnungen
- 1955: Hugo Award als bester Künstler
- 1956: Hugo Award als bester Künstler
- 1958: Hugo Award als bester hervorragender Künstler
- 1959: Hugo Award als bester professioneller Künstler
- 1970: Hugo Award als bester professioneller Künstler
- 1972: Hugo Award als bester professioneller Künstler
- 1972: Locus Award als bester Magazine Artist
- 1973: Hugo Award als bester professioneller Künstler
- 1972: Locus Award als bester Magazine Artist
- 1974: Hugo Award als bester professioneller Künstler
- 1974: Locus Award als bester professioneller Künstler
- 1975: Hugo Award als bester professioneller Künstler
- 1975: Locus Award als bester professioneller Künstler
- 1976: Hugo Award als bester professioneller Künstler
- 2001: Retro Hugo Award als bester professioneller Künstler (für das Jahr 1951)
- 2006: Aufnahme in die Science Fiction Hall of Fame, postum